# Parautogneta changbaiensis
Parautogneta changbaiensis är en kvalsterart som beskrevs av Wen och Gao 2000. Parautogneta changbaiensis ingår i släktet Parautogneta och familjen Autognetidae. Inga underarter finns listade i Catalogue of Life.